# Iwashiroïta-(Y)
La iwashiroïta-(Y) és un mineral de la classe dels sulfats. Rep el seu nom d'Iwashiro l'antic nom per al districte, i que encara és el nom d'una ciutat veïna.

## Característiques
La iwashiroïta-(Y) és un sulfat de fórmula química Y(Ta,Nb)O₄. Va ser aprovada com a espècie vàlida per l'Associació Mineralògica Internacional l'any 2003. Cristal·litza en el sistema monoclínic. Es troba en forma d'agregats de petits cristalls en forma de plaques euèdrics. La seva duresa a l'escala de Mohs és 6. És un mineral polimorf de la formanita-(Y), la takanawaïta-(Y) i la itriotantalita-(Y).
Segons la classificació de Nickel-Strunz, la iwashiroïta-(Y) pertany a «07.G - Molibdats, wolframats i niobats, sense anions addicionals o H₂O» juntament amb els següents minerals: fergusonita-(Ce), fergusonita-(Nd), fergusonita-(Y), powel·lita, scheelita, stolzita, wulfenita, formanita-(Y) i paraniïta-(Y).

## Formació i jaciments
Només se n'ha trobat un espècimen, en feldespat vermellós a les pegmatites de Suishoyama, a Iisaka, a la prefectura de Fukushima (Honshū, Japó), on sol trobar-se associada a altres minerals com el quars, la microclina i l'annita.